# Saint-Jean-aux-Bois, Ardennes
 Saint-Jean-aux-Bois  là một xã ở tỉnh Ardennes, thuộc vùng Grand Est ở phía bắc nước Pháp.